# Ditrik VI. Holandski
Ditrik (Dirk) VI., od 1122 grof Holandski, * 1114, okolica Utrechta, † 5. avgust 1157

## Petronilino regentstvo
Ko je leta 1122 umrl njegov oče Floris II., je bil Ditrik (Dirk) VI. še premlad za vladanje, zato je te naloge prevzela Ditrikova mati Petronila Lotarinška. Leta 1123 je Petronila pomagala svojemu polbratu vojvodi Lotarju v boju proti cesarju Henriku V. Po tem, ko je leta 1125 Lotar sam postal kralj Svetega rimskega cesarstva, je Nizozemski dodelil Porenje in Leiden (formalno last Utrechta od 1064). Leta 1133 je Petronila ustanovila opatijo Rijnsburg. Ker precej neambicioznemu Ditriku ni zaupala, je Petronila podaljšala svoje regentstvo, tako da je njen drugi sin Floris lahko prevzel grofijo.

## Poroka in otroci
Okoli leta 1125 se je poročil s Sofijo Rheineško, hčerko Otona Rheineškega in Gertrude Northausenske. Zaradi te poroke je grofija Bentheim prišla v posest holandskih grofov. Sofija je moža preživela za več kot 19 let. Umrla je leta 1176 med romanjem v Jeruzalem.

## Floris Črni
Ditrikov brat Floris Črni je imel ambicije, ki jih Ditrik ni imel. Odkrito se je uprl svojemu bratu in je med leti 1129 in 1131 omenjan kot nizozemski grof. Florisa sta za zakonitega grofa Nizozemske priznala celo rimsko-nemški kralj Lotar in škof Andries iz Utrechta. Marca 1131 je bil Ditrik VI. ponovno imenovan za nizozemskega grofa, brata naj bi se pobotala.
Približno šest mesecev kasneje (avgusta 1131) sta se brata znova sprla, potem ko so uporniški Zahodni Frizijci ponudili Florisu oblast nad celotno Zahodno Frizijo. Floris je ponudbo sprejel, frizijskemu uporu pa so se pridružili tudi  Kennemerlandci. Leto kasneje, avgusta 1132, je posredoval rimsko-nemški kralj Lotar in bratski spor je bil ponovno rešen, kar pa ni vplivalo na upor Frizijcev.
Floris se je zaradi zavrnjene poroke z eno izmed hčera sprl z družino Van Cuijk. Floris je napadel škofa Andriesa van Cuijka in zasedel mesto Utrecht. Herman in Godfried van Cuijk sta z vojsko vkorakala v Utrecht. Florisa so presenetili na lovu zunaj mesta in ga ubili.
Ditrik (Dirk) je nato uničil Hermanov grad blizu Lexmonda; Herman, Godfried in Andries so morali pobegniti. Mir je bil sklenjen s prihodom novega cesarja Konrada III. Hohenstaufena. Andries je znova postal škof, Herman pa je moral priznati Dirka za svojega gospodarja zaradi njegove posesti v Lexmondu.

## Dirkovo romanje
Leta 1138 je Dirk VI. skupaj z ženo romal v Jeruzalem. Ob povratku je Dirk obiskal papeža Inocenca II. in mu posvetil opatijo Egmond in Rijnsburg, ki ju je ustanovila njegova mati. S tem je opatijo umaknil izpod cerkvene oblasti utrechtske nadškofije.

## Vprašanje Echternach
Leta 1156 je Dirk VI. rešil dolgoletno vprašanje cerkva v Echternachu. Okoli leta 923 je Dirk I. ustanovil opatijo Egmond. Ta je nad območjem dobila cerkvene pravice namesto opatije Echternach, ki jo je ustanovil sveti Vilibrord. Opatija Echternach je večkrat poskušala pridobiti izgubljeno ozemlje. Tako je škof Viljem I. iz Utrechta leta 1063 razdelil cerkve na območju med obema opatijama, opatija Egmond pa njegove razdelitve ni sprejela. Dirk VI. je rešil spor tako, da je podaril opatijo Echternach v zameno za območja, zemljo na Schouwenu in dohodek od velike cerkve v Vlaardingenu. Postalo je jasno, da opat Egmonda, ki je bil prisoten pri premestitvi, ni bil zelo zadovoljen s to rešitvijo in je kmalu zatem izobčil Dirka VI. in njegovega sina Florisa. Ta prepoved je verjetno razlog, da Dirka VI. niso pokopali v Egmondu, temveč v opatiji Rijnsburg.

## Zapuščina
V času grofovanja Dirka VI. je bil lesen grad Leiden prezidan s kamnom. Grad je stal na moti in imel okroglo obzidje, v katerem je bila utrdba. Ta grad (katerega ostanki so še vedno v središču Leidna) je deloval kot vojaška utrdba, kamor se je grof lahko umaknil v primeru nevarnosti.
Ohranjene so različne podobe Dirka VI. Edini sodobni portret je na Egmontovem timpanonu, kjer je upodobljen s svojo materjo Petronilo Saško, v njuni sredi je sveti Peter. Timpanon, ki je prej stal nad portalom danes uničene cerkve opatije Egmond, je od začetka 19. stoletja v Rijksmuseumu v Amsterdamu.
- Dirk po Egmondovem timpanonu, približno 1130,Rijksmuseum Amsterdam
- S Florisom II., približno 1490, v Gravenzaalumostne hise Haarlem
- Vitraž, ki ga je  oblikovalWillem Thibaut, 1587,Suknar v Leidnu
- Gravura iz Dordracum Illustratum, 1650, arhiv Dordrecht